# Kevin Warwick

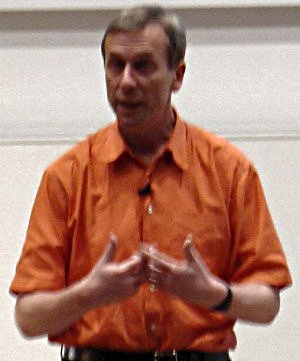
Kevin Warwick

Kevin Warwick (Coventry, 9 februari 1954) is een Brits wetenschapper en hoogleraar in de cybernetica bij de Universiteit van Reading. Daarnaast heeft hij aan Somerville College, Oxford, gedoceerd. Hij is waarschijnlijk het bekendst vanwege zijn onderzoek naar directe verbindingen tussen computersystemen en het menselijke zenuwstelsel. Ook heeft hij veel onderzoek op het gebied van robotica gedaan.

## Publicaties
Warwick heeft een aantal boeken, artikelen en papers geschreven. Een aantal daarvan zijn:
- 2001, Warwick, Kevin. QI: The Quest for Intelligence. Piatkus Books. ISBN 0749922303.
- 2004, Warwick, Kevin. I, Cyborg. University of Illinois Press. ISBN 0252072154.
- 2004, Warwick, Kevin. March of the Machines: The Breakthrough in Artificial Intelligence. University of Illinois Press. ISBN 0252072235.

Lectures (inaugural and keynote lectures):
- 1998, Robert Boyle Memorial Lecture at Oxford University,
- 2000, “The Rise of The Robots”, Royal Institution Christmas Lectures, entitled . These lectures were repeated in 2001 in a tour of Japan, China and Korea.
- 2001, Gordon Higginson Lecture at Durham University, Hamilton institute inaugural lecture.
- 2003, Royal Academy of Engineering/Royal Society of Edinburgh Joint lecture in Edinburgh,
- 2003, IEEE (UK) Annual Lecture in London,
- 2004, Woolmer Lecture at University of York, Robert Hooke Lecture (Westminster)
- 2005, Einstein Lecture in Potsdam, Germany
- 2006, Bernard Price Lecture tour in South Africa; Institution of Mechanical Engineers Prestige Lecture in London.
- 2007, Techfest plenary lecture in Mumbai; Kshitij keynote in Kharagpur (India); Annual Science Faculty lecture at University of Leicester, Graduate School in Physical Sciences and Engineering Annual Lecture, Cardiff University.
- 2008, Leslie Oliver Oration at Queen's Hospital, Techkriti keynote in Kanpur.
- 2008, Katholieke Universiteit Leuven, guest lecture "Four weddings and a Funeral" for the Microsoft Research Chair